# Denning Tyrell
Pas d'image ? Cliquez ici

a Compétitions nationales et continentales officielles uniquement.

b Matchs officiels uniquement.
Dernière mise à jour le 26 août 2018.
Denning Tyrell, né le 9 mai 1976 à Moto'otua (Samoa), est un joueur de rugby à XV samoan. Il évolue au poste de demi de mêlée et mesure 1,70 m pour 87 kg.

## Carrière
Il connait sa première cape internationale le 3 juin 2000, à l’occasion d’un match contre l'équipe des Fidji.
Il joue pour l'équipe de Wanganui en Heartland Championship de 1997 et 2000, puis entre 2005 et 2012, ainsi qu'avec Taranaki en NPC entre 2001 et 2003.

## Palmarès

### Sélection nationale
- 13 sélections avec l'Équipe des Samoa de rugby à XV
- Nombre de sélections par année : 3 en 2000, 1 en 2001, 3 en 2002, 6 en 2003.
- Participation à la Coupe du monde de rugby 2003 (4 matchs, 0 comme titulaire)